# ريك كاسون
ريك كاسون هو سياسي كندي، ولد في 30 ديسمبر 1948 في كالغاري في كندا. نشط حزبياً في حزب المحافظين الكندي.

## مناصب
- في الانتخابات الاتحادية الكندية 2008 [الإنجليزية]‏، انتخب عضو مجلس العموم الكندي عن دائرة Lethbridge (federal electoral district) [الإنجليزية]‏ وقد انضم خلال فترته النيابية [الإنجليزية]‏ (14 أكتوبر 2008 – 1 مايو 2011) للكتلة البرلمانية حزب المحافظين الكندي.
- انتخب عضو مجلس العموم الكندي عن دائرة Lethbridge (federal electoral district) [الإنجليزية]‏ وقد انضم خلال فترته النيابية [الإنجليزية]‏ للكتلة البرلمانية حزب المحافظين الكندي.
- انتخب عضو مجلس العموم الكندي عن دائرة Lethbridge (federal electoral district) [الإنجليزية]‏ وقد انضم خلال فترته النيابية [الإنجليزية]‏ للكتلة البرلمانية حزب المحافظين الكندي.
- انتخب عضو مجلس العموم الكندي عن دائرة Lethbridge (federal electoral district) [الإنجليزية]‏ وقد انضم خلال فترته النيابية [الإنجليزية]‏ للكتلة البرلمانية Canadian Alliance [الإنجليزية]‏.
- انتخب وزير الدفاع الوطني [الإنجليزية]‏ (9 مايو 2006 – 8 مارس 2009).
- انتخب عضو مجلس العموم الكندي عن دائرة Lethbridge (federal electoral district) [الإنجليزية]‏ وقد انضم خلال فترته النيابية [الإنجليزية]‏ للكتلة البرلمانية حزب الإصلاح الكندي.